# The Pride
The Pride fue un stable de lucha libre profesional, formado por el líder Bobby Lashley, The Street Profits (Angelo Dawkins y Montez Ford) y B-Fab.  

## Historia
En el episodio del 14 de julio de 2023 de SmackDown, Lashley, que regresaba, apareció en un segmento detrás del escenario con The Street Profits para reclutarlos y formar una alianza. En el episodio del 4 de agosto de SmackDown, Lashley apareció para celebrar que The Street Profits derrotaron a Luke Gallows & Karl Anderson y a Butch y Ridge Holland de The Brawling Brutes, convirtiendo a los tres hombres en heels. Lashley y The Street Profits se unieron para una lucha por primera vez para enfrentar a Latino World Order (LWO) en Fastlane. Un día antes del evento en SmackDown, el trío eliminó a Cruz Del Toro y Joaquin Wilde de LWO para dejar a LWO con un hombre menos para el combate. En el evento, Carlito hizo su regreso para hacer equipo con Rey Mysterio y Santos Escobar para que LWO ganara el combate. En el episodio del 24 de noviembre de SmackDown, The Street Profits no lograron ganar el Campeonato Indiscutible en Parejas de la WWE de The Judgment Day (Finn Bálor y Damian Priest) luego de la interferencia de Rhea Ripley, volviéndose face una vez más.
En el episodio del 8 de diciembre de SmackDown, Lashley derrotó a Karrion Kross para avanzar en un torneo por una oportunidad por el Campeonato de los Estados Unidos . Lashley se enfrentaría a Santos Escobar en la segunda ronda del torneo, pero perdería debido a una interferencia de Angel Garza y Humberto Carrillo ayudando a Escobar a ganar el combate y avanzar a la final del torneo. Lashley aparecerá en el episodio de la próxima semana de SmackDown: New Year's Revolution después de ser atacado por Kross y Authors of Pain, quienes hacían su regreso, quienes juntos formaron el grupo The Final Testament. En enero de 2024 en Royal Rumble, Lashley ingresó al combate Royal Rumble masculino en el puesto 11, eliminando a Carlito y Kross antes de ser eliminado por Kross, tras lo cual comenzó una pelea entre ambos grupos. Luego, Lashley participó en el Elimination Chamber match en el evento titular el 24 de febrero, pero fue eliminado por Drew McIntyre. Luego, The Pride se enfrentó a The Final Testament en una Philadelphia Street Fight en WrestleMania XL en la Noche 2, en la que saldrían victoriosos. En el episodio del 19 de abril de SmackDown, Street Profits ganó un combate para enfrentar a A-Town Down Under ( Austin Theory y Grayson Waller) por el recién renombrado Campeonato en Parejas de la WWE, pero no lograron ganar los títulos dos semanas más tarde. Lashley fue insertado en el torneo King of the Ring pero luego fue retirado debido a una lesión y fue reemplazado por Dawkins. En el episodio del 10 de mayo de SmackDown, Dawkins perdió en la primera ronda de clasificación ante Tama Tonga de The Bloodline.

## Miembros
| L | Líder               |
| * | Miembros fundadores |

| Miembros          | Se unió               | Fecha de abandono    |
| ----------------- | --------------------- | -------------------- |
| Bobby Lashley (L) | 14 de julio de 2023 * | 16 de agosto de 2024 |
| Angelo Dawkins    | 14 de julio de 2023 * | 16 de agosto de 2024 |
| Montez Ford       | 14 de julio de 2023 * | 16 de agosto de 2024 |
| B-Fab             | 2 de febrero de 2024  | 16 de agosto de 2024 |

## Subgrupos
| Afiliado           | Miembros                   | Período   | Tipo     |
| ------------------ | -------------------------- | --------- | -------- |
| The Street Profits | Angelo Dawkins Montez Ford | 2023-2024 | Tag team |